# Chyno Miranda
Chyno Miranda, pseudonimo di Jesús Alberto Miranda Pérez (15 novembre 1984), è un cantante venezuelano di musica reggaeton e merengue.
È stato parte integrante del gruppo Calle Ciega e del duo Chino & Nacho.

## Carriera
Inizia la sua carriera con i gruppi "Scala 1" e "Censura C", partecipando successivamente al reality show "Generación S" trasmesso su Venevisión. Raggiunge la notorietà col gruppo Calle Ciega e, successivamente, come membro del duo Chino & Nacho.
Durante la sua carriera come membro del duo Chino & Nacho, ha creato successi come "Mi niña bonita", "Tu angelito" e "Andas en mi cabeza" (con Daddy Yankee).
Nel 2015 Chyno ha partecipato come attore al film "El malquerido", interpretando il cantante venezuelano Felipe Pirela e ricevendo una nomination ai Latin Grammy Awards per la colonna sonora, da lui cantata.
Dal 2017 si è separato dal duo e ha continuato la sua carriera come solista, collaborando con artisti del calibro di Gente de Zona, Olga Tañón, Wisin e J Balvin.

## Discografia

### Singoli
- 2017: Quédate conmigo (con Wisin y Gente de Zona)
- 2017: Tú me elevas
- 2017: Hasta el ombligo (con Zion & Lennox)
- 2018: Sin trucos de belleza (con Neutro Shorty y Juhn)
- 2018: Me provoca
- 2018: El peor (con J Balvin)
- 2019: Celosa (con Farruko)
- 2019: Cariño mío (con Mau & Ricky)
- 2019: Dónde nos vamos a ver
- 2019: Dónde nos vamos a ver (con Juan Magán y Magic Juan)

### Collaborazioni
- «Bailar contigo» (con 3Ball MTY y El Jova)
- «Vamo' a la calle» (con Carlos Baute)
- «Como en Las Vegas» (con Olga Tañón)
- «Tu boquita» (con EstoeSPosdata)
- «Ando buscando» (con Agustín Casanova)
- «Roce» (con Tomas The Latin Boy)
- «Volvimos» (con Martina La Peligrosa)